# Ubbe Ragnarsson
Ubbe Ragnarsson (zm. IX wiek) – jeden z legendarnych wodzów wikingów, przywódca armii, która w 865 najechała heptarchię Anglosasów na Wyspach Brytyjskich.
W niektórych półmitycznych sagach o królach Szwecji Ubbe wymieniany jest jako syn króla Ragnara Lodbroka. Wraz z braćmi – Halfdanem i Ivarem – poprowadził Wielką Armię Pogan do inwazji na Wschodnią Anglię. Wymieniany jest w Kronice anglosaskiej zredagowanej najprawdopodobniej za panowania Alfreda Wielkiego, króla Wesseksu pod koniec IX wieku. Zginął w 878 w bitwie pod Cynwit.